# Archangiopteris
Archangiopteris  es un género de helechos perteneciente a la Familia de las Marattiaceae. Comprende 15 especies descritas y de estas, solo 7 aceptadas.

## Taxonomía
El género fue descrito por Christ & Giesenh. y publicado en Flora 86(1): 77. 1899. La especie tipo es: Archangiopteris henryi Christ & Giesenh.	

## Especies aceptadas
A continuación se brinda un listado de las especies del género Archangiopteris aceptadas hasta julio de 2015, ordenadas alfabéticamente. Para cada una se indica el nombre binomial seguido del autor, abreviado según las convenciones y usos.	
- Archangiopteris bipinnata Ching
- Archangiopteris henryi Christ & Giesenh.
- Archangiopteris hokouensis Ching
- Archangiopteris itoi W.C. Shieh
- Archangiopteris subintegra Hayata
- Archangiopteris subrotundata Ching
- Archangiopteris tonkinensis (Hayata) Ching